# هانس تیلکوفسکی
هانس تیلکوفسکی (به آلمانی: Hans Tilkowski) (زاده ۱۲ ژوئیه ۱۹۳۵ – درگذشته ۵ ژانویه ۲۰۲۰) بازیکن فوتبال و دروازه‌بان اهل آلمان بود که از سال ۱۹۵۷ میلادی عضو تیم ملی فوتبال آلمان بوده‌است. وی در ۳۹ بازی ملی حضور داشته است و آخرین بازی ملی خود را در سال ۱۹۶۷ میلادی انجام داد. هانس تیلکوفسکی در بازی‌های ملی‌اش گلی به ثمر نرساند.